# Ballunspitze
Ballunspitze är en bergstopp i Österrike.   Den ligger i distriktet Landeck och förbundslandet Tyrolen, i den västra delen av landet, 500 kilometer väster om huvudstaden Wien. Toppen på Ballunspitze är 2 671 meter över havet, eller 410 meter över den omgivande terrängen. Bredden vid basen är 1,8 km.
Terrängen runt Ballunspitze är bergig åt nordost, men åt sydväst är den kuperad. Runt Ballunspitze är det ganska glesbefolkat, med 28 invånare per kvadratkilometer.. Närmaste större samhälle är Ischgl, 13,9 kilometer nordost om Ballunspitze. 
Trakten runt Ballunspitze består i huvudsak av gräsmarker.